# 福岡県道281号下上津役折尾線
福岡県道281号下上津役折尾線（ふくおかけんどう281ごう しもこうじゃくおりおせん）は、福岡県北九州市八幡西区を通る一般県道である。

## 概要
下上津役地区から折尾地区までを結ぶ県道で、片側一車線の区間と中央線無しの区間が存在する。

### 路線データ
- 起点：福岡県北九州市八幡西区大平1丁目（国道200号上、福岡県道280号植木上上津役線交点）
- 終点：福岡県北九州市八幡西区光明2丁目（光明二丁目交差点、国道199号交点）

## 歴史
- 1959年（昭和34年）4月1日 - 福岡県告示第232号により、県道下上津役折尾線として路線認定される（当時の整理番号は212）[1]

## 路線状況

### 重複区間
- 国道200号（北九州市八幡西区大平1丁目（起点） - 北九州市八幡西区大平1丁目・町上津役（まちこうじゃく）西2丁目交差点）

## 地理

### 通過する自治体
- 北九州市（八幡西区）

### 交差する道路
| 交差する道路                                       | 交差する場所 | 交差する場所                            |
| -------------------------------------------------- | ------------ | --------------------------------------- |
| 国道200号 重複区間起点 福岡県道280号植木上上津役線 | 大平1丁目    | 起点                                    |
| 国道200号 重複区間終点                             | 大平1丁目    | 町上津役（まちこうじゃく）西2丁目交差点 |
| 福岡県道48号中間引野線                             | 永犬丸5丁目  | 永犬丸5丁目交差点                       |
| 国道3号                                            | 則松1丁目    | 則松南口交差点                          |
| 国道199号                                          | 光明2丁目    | 光明2丁目交差点 / 終点                  |

### 交差する鉄道
- 筑豊電気鉄道線
- 筑豊本線
- 鹿児島本線

### 沿線
- サンリブ三ヶ森
- 日本郵政八幡三ヶ森郵便局
- 筑豊電気鉄道 三ヶ森駅
- 北九州市立永犬丸中学校
- 日本郵政則松郵便局